# Capsize Glacier
Capsize Glacier är en glaciär i Antarktis. Den ligger i Östantarktis. Nya Zeeland gör anspråk på området. Capsize Glacier ligger 1 385 meter över havet.
Terrängen runt Capsize Glacier är varierad, och sluttar österut. Trakten är obefolkad. Det finns inga samhällen i närheten.